# Capasa irrorata
Capasa irrorata är en fjärilsart som beskrevs av Moore 1888. Capasa irrorata ingår i släktet Capasa och familjen mätare. Inga underarter finns listade i Catalogue of Life.